# ارنست فله
ارنست فله (آلمانی: Ernst Felle; ۲۶ آوریل ۱۸۷۶ – ۲۳ آوریل ۱۹۵۹) قایقران روئینگ اهل آلمان بود.